# James Johnson (basket-ball)
Pour les articles homonymes, voir James Johnson et Johnson.
James Patrick Johnson, né le 20 février 1987 à Cheyenne dans le Wyoming aux États-Unis, est un joueur de basket-ball évoluant au poste d'ailier fort.

## Biographie

### Carrière junior

#### Au lycée
James Johnson effectue ses années lycée au Cheyenne East High School à Cheyenne dans le Wyoming. Durant son année senior, il tourne à 28 points par match et 9 rebonds.

#### À l’université
Il rejoint l'université de Wake Forest en 2007 et évolue durant deux saisons avec les Demon Deacons de Wake Forest. Il est le troisième joueur de l'histoire son université à rejoindre la NBA aussi vite après Rodney Rogers en 1993 et Chris Paul en 2005.
Le 9 avril 2009, il se déclare candidat à la draft 2009 de la NBA.

### Carrière professionnelle

#### Bulls de Chicago (2009-2011)
James Johnson est drafté en 2009 en 16e position par les Bulls de Chicago.
James Johnson participe à la NBA Summer League 2009 avec les Bulls. Le 27 janvier 2011, il est envoyé en NBA Development League chez les Energy de l'Iowa. Le 14 février 2011, il est rappelé chez les Bulls.

#### Raptors de Toronto (2011-2012)
Le 22 février 2011, il est envoyé chez les Raptors de Toronto en échange d'un premier tour de draft 2011 qui sera ensuite échangé avec le Heat de Miami.

#### Kings de Sacramento (2012-2013)
Le 16 juillet 2012, il est envoyé chez les Kings de Sacramento en échange d'un second tour de draft 2014.
Le 30 septembre 2013, il signe chez les Hawks d'Atlanta mais il est coupé le 21 octobre.

#### Vipers de Rio Grande Valley (2013)
En novembre 2013, il est drafté en D-League par les Vipers de Rio Grande Valley avec qui il joue 10 matches pour 18,5 points, 9,1 rebonds et 4,8 passes décisives par match.

#### Grizzlies de Memphis (2013-2014)
Le 16 décembre 2013, il signe avec les Grizzlies de Memphis.

#### Raptors de Toronto (2014-2016)
Le 17 juillet 2014, il retourne chez les Raptors de Toronto.

#### Heat de Miami (2016-2020)
Le 10 juillet 2016, alors qu'il est agent libre, il signe un contrat d'une saison avec le Heat de Miami pour 4 millions de dollar. Le 7 juillet 2017, il re-signe pour 4 saisons supplémentaires avec la franchise de Floride.

#### Timberwolves du Minnesota (2020)
Le 6 février 2020, il est envoyé aux Timberwolves du Minnesota dans un échange à trois équipes.

#### Mavericks de Dallas (2020-2021)
Le 19 novembre 2020, il est envoyé au Thunder d'Oklahoma City en échange de Ricky Rubio et des picks. Le 21 novembre 2020, il est envoyé aux Mavericks de Dallas dans un échange à trois équipes.

#### Pelicans de La Nouvelle-Orléans (2021)
Le 25 mars 2021, il est transféré aux Pelicans de La Nouvelle-Orléans.

#### Nets de Brooklyn (2021-2022)
Il signe un contrat d'une saison en août 2021 en faveur des Nets de Brooklyn. Il est coupé début avril 2022.

#### Pacers de l'Indiana (depuis 2022)
Le 16 septembre 2022, il signe avec les Pacers de l'Indiana. En décembre 2023, il s'engage à nouveau pour une saison avec les Pacers. Il remporte la conférence EST en 2025 avec les Pacers.

## Statistiques
gras = ses meilleures performances

### Universitaires
| Saison    | Équipe      | Matchs | Titul. | Min./m | % Tir | % 3pts | % LF | Rbds/m. | Pass/m. | Int/m. | Ctr/m. | Pts/m. |
| --------- | ----------- | ------ | ------ | ------ | ----- | ------ | ---- | ------- | ------- | ------ | ------ | ------ |
| 2007-2008 | Wake Forest | 30     | 28     | 29,2   | 48,7  | 28,0   | 68,9 | 8,13    | 1,23    | 1,37   | 1,33   | 14,60  |
| 2008-2009 | Wake Forest | 31     | 31     | 30,5   | 54,2  | 31,9   | 69,7 | 8,52    | 2,00    | 1,42   | 1,55   | 15,00  |
| Total     | Total       | 61     | 59     | 29,9   | 51,5  | 29,6   | 69,3 | 8,33    | 1,62    | 1,39   | 1,44   | 14,80  |

### Professionnelles

#### Saison régulière NBA
| Saison     | Équipe              | Matchs | Titul. | Min./m | % Tir | % 3pts | % LF  | Rbds/m. | Pass/m. | Int/m. | Ctr/m. | Pts/m. |
| ---------- | ------------------- | ------ | ------ | ------ | ----- | ------ | ----- | ------- | ------- | ------ | ------ | ------ |
| 2009-2010  | Chicago             | 65     | 11     | 11,6   | 45,2  | 32,6   | 72,9  | 1,97    | 0,74    | 0,32   | 0,66   | 3,94   |
| 2010-2011  | Chicago             | 13     | 0      | 9,4    | 41,5  | 22,2   | 46,2  | 1,85    | 1,08    | 0,62   | 0,69   | 3,23   |
| 2010-2011  | Toronto             | 25     | 25     | 27,9   | 46,4  | 24,0   | 70,7  | 4,72    | 3,00    | 1,00   | 1,12   | 9,16   |
| 2011-2012* | Toronto             | 62     | 40     | 25,2   | 45,0  | 31,7   | 70,4  | 4,71    | 1,97    | 1,15   | 1,35   | 9,13   |
| 2012-2013  | Sacramento          | 54     | 11     | 16,3   | 41,3  | 9,5    | 59,7  | 2,69    | 1,07    | 0,76   | 0,93   | 5,11   |
| 2013-2014  | Memphis             | 52     | 4      | 18,4   | 46,4  | 25,3   | 84,4  | 3,19    | 2,13    | 0,81   | 1,10   | 7,38   |
| 2014-2015  | Toronto             | 70     | 17     | 19,6   | 58,9  | 21,6   | 65,7  | 3,67    | 1,36    | 0,77   | 1,00   | 7,91   |
| 2015-2016  | Toronto             | 57     | 32     | 16,2   | 47,5  | 30,3   | 57,4  | 2,21    | 1,18    | 0,51   | 0,58   | 5,04   |
| 2016-2017  | Miami               | 76     | 5      | 27,4   | 47,9  | 34,0   | 70,7  | 4,95    | 3,63    | 1,00   | 1,13   | 12,83  |
| 2017-2018  | Miami               | 73     | 41     | 26,6   | 50,3  | 30,8   | 69,8  | 4,90    | 3,84    | 0,96   | 0,70   | 10,79  |
| 2018-2019  | Miami               | 55     | 33     | 21,2   | 43,3  | 33,6   | 71,4  | 3,20    | 2,45    | 0,64   | 0,49   | 7,78   |
| 2019-2020  | Miami               | 18     | 0      | 15,6   | 44,8  | 35,6   | 57,1  | 2,89    | 1,17    | 0,33   | 0,72   | 5,67   |
| 2019-2020  | Minnesota           | 14     | 1      | 24,2   | 50,0  | 37,0   | 67,6  | 4,71    | 3,79    | 1,36   | 1,36   | 12,00  |
| 2020-2021  | Dallas              | 29     | 1      | 17,4   | 46,2  | 25,0   | 58,6  | 2,97    | 1,72    | 0,83   | 0,79   | 5,72   |
| 2020-2021  | La Nouvelle-Orléans | 22     | 11     | 24,5   | 43,4  | 26,7   | 59,6  | 4,14    | 2,18    | 0,82   | 0,86   | 9,18   |
| 2021-2022  | Brooklyn            | 62     | 10     | 19,2   | 46,9  | 27,1   | 52,7  | 3,47    | 2,10    | 0,48   | 0,55   | 5,48   |
| 2022-2023  | Indiana             | 18     | 1      | 9,0    | 44,9  | 20,0   | 50,0  | 1,67    | 0,83    | 0,39   | 0,33   | 2,83   |
| 2023-2024  | Indiana             | 9      | 0      | 5,2    | 30,0  | 0,0    | 100,0 | 0,44    | 0,89    | 0,56   | 0,11   | 0,89   |
| Total      | Total               | 774    | 243    | 20,1   | 47,4  | 30,0   | 67,8  | 3,50    | 2,07    | 0,75   | 0,84   | 7,52   |

Note : *Cette saison a été réduite de 82 à 66 matchs en raison du lock-out.

Dernière modification effectuée le 3 mai 2024

#### Playoffs NBA
| Saison | Équipe  | Matchs | Titul. | Min./m | % Tir | % 3pts | % LF | Rbds/m. | Pass/m. | Int/m. | Ctr/m. | Pts/m. |
| ------ | ------- | ------ | ------ | ------ | ----- | ------ | ---- | ------- | ------- | ------ | ------ | ------ |
| 2010   | Chicago | 4      | 0      | 5,0    | 0,0   | 0,0    | 0,0  | 0,25    | 0,25    | 0,00   | 0,00   | 0,00   |
| 2014   | Memphis | 3      | 0      | 9,3    | 33,3  | 40,0   | 70,0 | 2,00    | 0,00    | 0,33   | 0,00   | 6,33   |
| 2015   | Toronto | 2      | 0      | 6,0    | 33,3  | 0,0    | 0,0  | 1,00    | 0,50    | 0,00   | 0,00   | 2,00   |
| 2016   | Toronto | 10     | 0      | 9,8    | 48,0  | 44,4   | 66,7 | 1,50    | 0,60    | 0,30   | 0,00   | 3,00   |
| 2018   | Miami   | 5      | 5      | 32,1   | 54,8  | 53,8   | 64,3 | 6,00    | 4,80    | 1,20   | 1,20   | 12,40  |
| 2024   | Indiana | 1      | 0      | 1,0    | 0,0   | 0,0    | 50,0 | 0,00    | 0,00    | 0,00   | 0,00   | 1,00   |
| Total  | Total   | 25     | 5      | 12,7   | 46,7  | 46,4   | 54,3 | 2,16    | 1,28    | 0,40   | 0,24   | 4,64   |

## Records sur une rencontre en NBA
Les records personnels de James Johnson en NBA sont les suivants, :
| Type de statistique        | Saison régulière | Saison régulière        | Saison régulière | Playoffs | Playoffs                | Playoffs      |
| Type de statistique        | Record           | Adversaire              | Date             | Record   | Adversaire              | Date          |
| -------------------------- | ---------------- | ----------------------- | ---------------- | -------- | ----------------------- | ------------- |
| Points                     | 31               | Nuggets de Denver       | 19 mars 2018     | 18       | @ 76ers de Philadelphie | 16 avril 2018 |
| Paniers marqués            | 13               | Nuggets de Denver       | 19 mars 2018     | 7        | @ 76ers de Philadelphie | 16 avril 2018 |
| Paniers tentés             | 21               | @ Bucks de Milwaukee    | 23 avril 2012    | 12       | 76ers de Philadelphie   | 21 avril 2018 |
| Paniers à 3 points réussis | 6                | @ Hornets de Charlotte  | 5 avril 2017     | 2        | 4 fois                  | 4 fois        |
| Paniers à 3 points tentés  | 7                | 7 fois                  | 7 fois           | 4        | 2 fois                  | 2 fois        |
| Lancers francs réussis     | 9                | @ 76ers de Philadelphie | 11 février 2017  | 6        | Thunder d'Oklahoma City | 1er mai 2014  |
| Lancers francs tentés      | 13               | @ 76ers de Philadelphie | 11 février 2017  | 8        | Thunder d'Oklahoma City | 1er mai 2014  |
| Rebonds offensifs          | 4                | 10 fois                 | 10 fois          | 4        | Thunder d'Oklahoma City | 1er mai 2014  |
| Rebonds défensifs          | 11               | Nuggets de Denver       | 19 mars 2018     | 7        | 76ers de Philadelphie   | 21 avril 2018 |
| Rebonds totaux             | 13               | @ Bucks de Milwaukee    | 23 avril 2012    | 8        | 76ers de Philadelphie   | 21 avril 2018 |
| Passes décisives           | 12               | @ Bucks de Milwaukee    | 13 janvier 2017  | 5        | 4 fois                  | 4 fois        |
| Interceptions              | 6                | Pacers de l'Indiana     | 28 décembre 2011 | 3        | @ 76ers de Philadelphie | 16 avril 2018 |
| Contres                    | 6                | 2 fois                  | 2 fois           | 2        | 2 fois                  | 2 fois        |
| Balles perdues             | 6                | 3 fois                  | 3 fois           | 3        | 2 fois                  | 2 fois        |
| Minutes jouées             | 47               | @ Bulls de Chicago      | 24 mars 2012     | 37       | @ 76ers de Philadelphie | 16 avril 2018 |

- Double-double : 17
- Triple-double : 0

Dernière mise à jour : 20 novembre 2024

## Salaires
| Année       | Équipe                          | Salaire      |
| ----------- | ------------------------------- | ------------ |
| 2009-2010   | Bulls de Chicago                | 1 594 080 $  |
| 2010-2011   | Raptors de Toronto              | 1 713 600 $  |
| 2011-2012*  | Raptors de Toronto              | 1 833 120 $  |
| 2012-2013   | Kings de Sacramento             | 2 812 006 $  |
| 2013-2014   | Grizzlies de Memphis            | 680 263 $    |
| 2014-2015   | Raptors de Toronto              | 2 500 000 $  |
| 2015-2016   | Raptors de Toronto              | 2 500 000 $  |
| 2016-2017   | Heat de Miami                   | 4 000 000 $  |
| 2017-2018   | Heat de Miami                   | 13 954 000 $ |
| 2018-2019   | Heat de Miami                   | 14 651 700 $ |
| 2019-2020   | Timberwolves du Minnesota       | 15 349 400 $ |
| 2020-2021   | Pelicans de La Nouvelle-Orléans | 16 047 100 $ |
| 2021-2022   | Nets de Brooklyn                | 2 641 691 $  |
| 2022-2023   | Pacers de l'Indiana             | 1 836 090 $  |
| 2022-2023   | Pacers de l'Indiana             | 590 926 $    |
| 2023-2024   | Pacers de l'Indiana             | 2 241 188 $  |
| 2023-2024   | Pacers de l'Indiana             | 777 703 $    |
| 2023-2024   | Pacers de l'Indiana             | 183 704 $    |
| 2023-2024   | Pacers de l'Indiana             | 183 704 $    |
| Total Gains | Total Gains                     | 85 410 012 $ |

Notes : 
- * En 2011, le salaire moyen d'un joueur évoluant en NBA est de 5 150 000 $[27].
- italique : option du joueur

## Vie privée
En juin 2014, il est interpellé par la police locale pour avoir frappé et étranglé sa compagne, qui s’était barricadé dans la salle de bains avec leur bébé.